# Astéroïde de type R

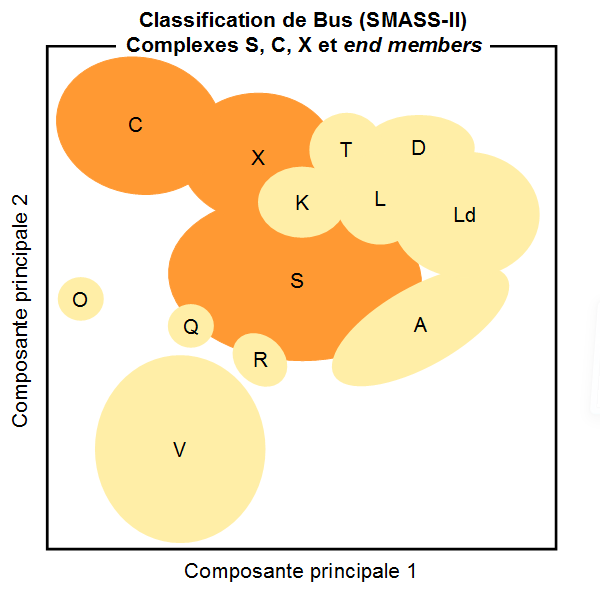
Complexes S, C et X et autres types dans l'espace des composantes 1 et 2 de la classification de Bus.

Le type R (ou classe R) est un type d'astéroïdes qui apparait dans les trois classifications spectrales usuelles de Tholen (1984), Bus (ou SMASS-II) (1999) et Bus-DeMeo (2009). C'est l'une des petites classes situées en périphérie directe du « complexe S » (dans l'espace des données spectrales), en proximité avec le type Sr des classifications de Bus et Bus-DeMeo.
C'est avec le type O le type le plus rare. Il reste fortement associé aux propriétés spectrales singulières de l'astéroïde (349) Dembowska. À fin 2023, la base de données « Small-Body Database » du Jet Propulsion Laboratory compte 1666 astéroïdes pour lesquels le type SMASS-II (classification de Bus) est renseigné, dont 5 astéroïdes appartenant au type R (0,3 %),.

## Historique
Le type R a été introduit en 1978 par Edward L. G. Bowell dans le cadre de ses travaux sur une nouvelle classification obtenue en croisant différents paramètres (gradient, couleurs, albédo, polarisation...). Il a par la suite été contesté puis finalement retenu par David J. Tholen en 1984 pour sa nouvelle classification, lui permettant de gérer le cas spécifique de (349) Dembowska. La lettre R (pour reddest) a été choisie en référence à un gradient nettemement « rouge » (dans la zone UBV) des objets considérés.

## Propriétés

### Description spectrale
Les astéroïdes de type R sont schématiquement caractérisés par un gradient très rouge dans le visible avec un maximum vers 0,7 μm, puis par des absorptions profondes vers 1 et 2 μm. Leur spectre peut être vu comme intermédiaire entre les types S et V, ou Q et V, ou encore A et V. Ils sont tendanciellement plutôt brillants[réf. nécessaire].

### Hypothèses de composition et de liens avec les météorites
Comme pour l'ensemble du complexe S et des types voisins dans l'espace des données spectrales (types A, Q, R, K, L, parfois regroupés avec le complexe S comme formant le « groupe S »[réf. nécessaire]), les spectres sont interprétés comme révélant la présence de roches de surface riches en silicates.

### Situation dans le Système solaire et hypothèses d'origine
L'archétype (349) Dembowska évolue au sein de la ceinture principale d'astéroïdes.

## Liste
À fin 2023, la base de données « Small-Body Database » (SBDB) du Jet Propulsion Laboratory recense 1 seul astéroïde de type R au sens de la classification de Tholen et 5 au sens de la classification SMASS-II (classification de Bus). L'étude basée sur des spectres élargis dans l'infrarouge et ayant conduit en 2009 à définir la classification de Bus-DeMeo proposait d'en reclasser deux comme étant de type V, ne retenant que (349) Dembowska comme étant de type R sur les 371 astéroïdes étudiés.
| Astéroïde          | Groupe orbital      | Tholen     | SMASS-II | Bus-DeMeo 2009 |
| ------------------ | ------------------- | ---------- | -------- | -------------- |
| (349) Dembowska    | Ceinture principale | R          | R        | R              |
| (1904) Massevitch  | Ceinture principale | non classé | R        | V              |
| (2371) Dimitrov    | Ceinture principale | non classé | R        | non étudié     |
| (5111) Jacliff     | Ceinture principale | non classé | R        | V              |
| (257838) 2000 JQ66 | Amor                | non classé | R        | non étudié     |

Dans les années 1980, la mission IRAS avait proposé pour ce type les astéroïdes (4) Vesta, (246) Asporina, (349) Dembowska, (571) Dulcinée et (937) Bethgea[réf. nécessaire]. La re-classification de Vesta, archétype du type V, posait toutefois question. Ces astéroïdes sont aujourd'hui généralement considérés comme de type V (Vesta), A (Asporina) ou S (Dulcinée).

## Exploration
À ce jour (2023), aucune sonde spatiale n'a survolé d'astéroïde appartenant au type R.